# Melanoclusia bivibrissa
Melanoclusia bivibrissa är en tvåvingeart som beskrevs av Lonsdale och Marshall 2008. Melanoclusia bivibrissa ingår i släktet Melanoclusia och familjen träflugor. Inga underarter finns listade i Catalogue of Life.